# Décès en novembre 1997
Décès
- 1993
- 1994
- 1995
- 1996
- 1997
- 1998
- 1999
- 2000
- 2001

Pour une information complémentaire, voir la page d'aide.

| Date         | Nom                        | Activités                                                                          | Âge | Source |
| ------------ | -------------------------- | ---------------------------------------------------------------------------------- | --- | ------ |
| 1er novembre | Victor Mills               | inventeur américain                                                                | 100 |        |
| 1er novembre | Roger Marche               | footballeur français                                                               | 73  |        |
| 1er novembre | Reinhard Lauck             | footballeur allemand                                                               | 51  |        |
| 1er novembre | Franc Joubin               | géologue canadien                                                                  | ?   |        |
| 2 novembre   | Carson Smith               | contrebassiste américain                                                           | 76  |        |
| 2 novembre   | Douglas Albert Sloan       | minéralogiste canadien                                                             | 77  |        |
| 2 novembre   | Edmond de Rothschild       | banquier suisse                                                                    | 71  |        |
| 2 novembre   | Gerhard Neumann            | homme d’affaires allemand                                                          | 80  |        |
| 2 novembre   | Helen Meyner               | politicienne américaine                                                            | 69  |        |
| 2 novembre   | Roy McMillan               | joueur de football américain                                                       | 68  |        |
| 2 novembre   | Jean-Paul Geoffroy         | juge québécois                                                                     | 75  |        |
| 2 novembre   | René Diatkine              | psychanalyste français                                                             | ?   |        |
| 3 novembre   | René-Jean Clot             | auteur français                                                                    | 84  |        |
| 3 novembre   | George Chambers            | premier ministre de Trinité-et-Tobago                                              | 69  |        |
| 3 novembre   | Mauricio Roberto           | architecte brésilien                                                               | ?   |        |
| 3 novembre   | Mary Jane Latsis           | romancière américaine                                                              | ?   |        |
| 3 novembre   | Brad Darrach               | journaliste français                                                               | 76  |        |
| 3 novembre   | Antoine Cuissard           | footballeur français devenu entraîneur                                             | 73  |        |
| 3 novembre   | Wallace Brunner            | journaliste et animateur américain                                                 | 66  |        |
| 4 novembre   | Ira Wolfert                | journaliste et romancier américain                                                 | ?   |        |
| 4 novembre   | H. Richard Hornberger      | chirurgien et romancier américain                                                  | 73  |        |
| 4 novembre   | Campbell Grant             | juge canadien                                                                      | 95  |        |
| 5 novembre   | Carole Cloutier            | chanteuse québécoise                                                               | 55  |        |
| 5 novembre   | Luigi Cantone              | escrimeur italien                                                                  | ?   |        |
| 5 novembre   | Louise Campbell            | actrice américaine                                                                 | 86  |        |
| 5 novembre   | Isaiah Berlin              | politologue britannique                                                            | 88  |        |
| 5 novembre   | James Robert Baker         | journaliste, romancier et réalisateur américain                                    | 50  |        |
| 6 novembre   | Paul Ricard                | inventeur français du pastis                                                       | 88  |        |
| 6 novembre   | Josef Pieper               | philosophe et auteur allemand                                                      | ?   |        |
| 6 novembre   | Lillian Parks              | auteur américaine                                                                  | 100 |        |
| 6 novembre   | Epic Soundtracks           | musicien anglais                                                                   | 38  | (en)   |
| 6 novembre   | Maria de Lourdes           | chanteuse mexicaine                                                                | 58  |        |
| 6 novembre   | Norbert Carbonnaux         | cinéaste français                                                                  | 89  |        |
| 6 novembre   | Hyman Bernard Brock        | ingénieur québécois                                                                | ?   |        |
| 7 novembre   | Margaret Harshaw           | soprano américaine                                                                 | ?   |        |
| 7 novembre   | Jean-Pierre Guesdon        | basketteur français                                                                | 58  |        |
| 7 novembre   | Clyde Gilmour              | homme de radio et de télévision canadien                                           | 85  |        |
| 7 novembre   | Al Ciraldo                 | commentateur sportif américain                                                     | 76  |        |
| 8 novembre   | Michael Ward               | acteur britannique                                                                 | 88  |        |
| 8 novembre   | Edmond Vacant              | député socialiste français                                                         | 64  |        |
| 8 novembre   | Marcel Robert              | officier de l’armée français                                                       | 100 |        |
| 8 novembre   | Georges Mamy               | journaliste français                                                               | ?   |        |
| 8 novembre   | Seyyed Mohammed Jamal-Zede | écrivain iranien                                                                   | ?   |        |
| 8 novembre   | Prosper Depredomme         | coureur cycliste belge                                                             | 79  |        |
| 8 novembre   | Ching-Ying Lam             | acteur chinois                                                                     | 44  |        |
| 9 novembre   | Wu Xiuquan                 | ancien ministre chinois                                                            | 90  |        |
| 9 novembre   | Michael McGill             | comédien québécois                                                                 | 45  |        |
| 9 novembre   | Helenio Herrera            | footballeur argentin naturalisé français                                           | 87  | (it)   |
| 9 novembre   | Paul Haghedooren           | coureur cycliste belge                                                             | 37  |        |
| 9 novembre   | Hanns Anton Brusch         | architecte suisse                                                                  | ?   |        |
| 9 novembre   | François Audoux            | musicologue et compositeur français                                                | 55  |        |
| 10 novembre  | Xiang Nan                  | politicien chinois                                                                 | 79  |        |
| 10 novembre  | Tommy Tedesco              | guitariste américain                                                               | 67  |        |
| 10 novembre  | Victor Perner              | compagnon de la Libération                                                         | 85  |        |
| 10 novembre  | Leon William Johnson       | général américain                                                                  | 93  |        |
| 11 novembre  | Rodney Milburn             | athlète américain                                                                  | 47  |        |
| 11 novembre  | Jean Gaulmier              | écrivain français                                                                  | 92  |        |
| 12 novembre  | Alberto Cavallone          | réalisateur et scénariste Italien                                                  | 59  |        |
| 12 novembre  | Carlos Surinach            | compositeur espagnol                                                               | 82  |        |
| 12 novembre  | Nina Roussakova            | pilote d’essai russe                                                               | ?   |        |
| 12 novembre  | Ave Ninchi                 | actrice italienne                                                                  | ?   |        |
| 12 novembre  | William Matthews           | poète américain                                                                    | 55  |        |
| 12 novembre  | James Laughlin             | poète et éditeur américain                                                         | 83  |        |
| 12 novembre  | André Boucourechliev       | compositeur français                                                               | ?   |        |
| 13 novembre  | Dietrich Lohmann           | cinématographe allemand                                                            | 54  |        |
| 13 novembre  | James Couttet              | skieur français                                                                    | 76  |        |
| 14 novembre  | Stefan Lorant              | écrivain et photojournaliste américain                                             | 96  |        |
| 14 novembre  | Alba De Céspedes           | romancière italienne                                                               | 86  |        |
| 14 novembre  | George Edward Arcoro       | jockey américain                                                                   | 81  |        |
| 15 novembre  | David Toguri               | danseur et chorégraphe canadien                                                    | 64  |        |
| 15 novembre  | Robert Norman Thompson     | politicien et professeur canadien                                                  | ?   |        |
| 15 novembre  | Jean-Marie Proslier        | acteur français                                                                    | 69  |        |
| 15 novembre  | Jack Pickersgill           | politicien canadien                                                                | 92  |        |
| 15 novembre  | Clément Morin              | paléographe et théologien québécois                                                | ?   |        |
| 16 novembre  | Luiz Saldanha              | océanographe portugais                                                             | 59  |        |
| 16 novembre  | George O. Price            | acteur américain                                                                   | 85  |        |
| 16 novembre  | Michel Niclause            | chimiste français                                                                  | ?   |        |
| 16 novembre  | Georges Marchais           | chef du Parti communiste français                                                  | 77  |        |
| 17 novembre  | Saul Chaplin               | compositeur américain                                                              | 85  |        |
| 17 novembre  | Orlando Ribeiro            | géographe portugais                                                                | 86  |        |
| 17 novembre  | Russ Meyer                 | joueur de baseball américain                                                       | 75  |        |
| 17 novembre  | David Ignatow              | poète américain                                                                    | 83  |        |
| 17 novembre  | Frederick Horn             | footballeur norvégien                                                              | ?   |        |
| 17 novembre  | Michèle Beuzelin           | députée française                                                                  | 56  |        |
| 17 novembre  | Nelson Paillou             | Dirigeant sportif français                                                         | 73  |        |
| 18 novembre  | Joyce Wethered             | golfeuse américaine                                                                | 96  |        |
| 18 novembre  | Un'ichi Hiratsuka          | peintre japonais                                                                   | 102 |        |
| 18 novembre  | Norman H. Topping          | virologue américain                                                                | 89  |        |
| 18 novembre  | Wilfred Josephs            | compositeur britannique                                                            | 70  |        |
| 18 novembre  | Maurice Lapaire            | peintre suisse                                                                     | 92  |        |
| 19 novembre  | Alfred Roome               | réalisateur et producteur britannique                                              | 91  |        |
| 19 novembre  | Carl Neubronner            | inventeur autrichien                                                               | 101 |        |
| 20 novembre  | Jacques Poly               | généticien français                                                                | 70  |        |
| 20 novembre  | Ronald Martland            | juge canadien                                                                      | 90  |        |
| 21 novembre  | Antonio Yanakis            | député fédéral québécois                                                           | 75  |        |
| 21 novembre  | Robert Simpson             | compositeur britannique                                                            | 76  |        |
| 21 novembre  | Henri Pollet               | homme d’affaires français                                                          | 82  |        |
| 21 novembre  | Pierre Roger Nadeau        | artiste et restaurateur québécois                                                  | 74  |        |
| 21 novembre  | Grayson Louis Kirk         | administrateur américain                                                           | 94  |        |
| 21 novembre  | Julian Jaynes              | psychologue américain                                                              | 77  |        |
| 21 novembre  | Harold Geneen              | financier américain                                                                | 87  |        |
| 22 novembre  | Joanna Moore               | actrice américaine                                                                 | 63  |        |
| 22 novembre  | Roger Brown                | peintre imagiste américain                                                         | 55  |        |
| 22 novembre  | Michael Hutchence          | auteur-compositeur-interprète, musicien et acteur australien chanteur de rock INXS | 37  |        |
| 22 novembre  | Ismail Fahmy               | ancien ministre égyptien                                                           | 75  |        |
| 22 novembre  | Paul Mainguy               | médecin et député français                                                         | 89  |        |
| 23 novembre  | Pedro Castro Van Dunem     | dirigeant angolais du MPLA                                                         | 55  |        |
| 23 novembre  | Anatanas Mineiko           | collaborateur nazi lituanien                                                       | 80  |        |
| 23 novembre  | Albert Maton               | député communiste français                                                         | 81  |        |
| 23 novembre  | Jorge Mas Canosa           | principal chef des opposants anticastristes cubain                                 | 58  |        |
| 23 novembre  | Félix Lecoy                | auteur tunisien                                                                    | 94  |        |
| 23 novembre  | Ivan Djuric                | militant antinationaliste serbe                                                    | ?   |        |
| 24 novembre  | Robert Lewis               | acteur américain, cofondateur de l’Actor’s Studio                                  | 88  |        |
| 24 novembre  | John Sopinka               | juge canadien                                                                      | 64  |        |
| 24 novembre  | Stephen L.R. McNichols     | ancien gouverneur du Colorado                                                      | 83  |        |
| 24 novembre  | Barbara                    | chanteuse française                                                                | 67  |        |
| 25 novembre  | Werner Höfer               | journaliste allemand                                                               | 84  |        |
| 25 novembre  | Hastings Kamuzu Banda      | homme d’état malawien                                                              | 99  |        |
| 25 novembre  | Charles Hallahan           | acteur américain                                                                   | 54  |        |
| 25 novembre  | Eliseef                    | auteur russe                                                                       | 82  |        |
| 26 novembre  | Keats Petree               | dessinateur américain                                                              | 78  |        |
| 27 novembre  | Jack Wheldrake             | joueur de hockey canadien                                                          | 67  |        |
| 27 novembre  | Yves Prévost               | politicien québécois                                                               | 89  |        |
| 27 novembre  | François Mathieu           | sénateur français                                                                  | 63  |        |
| 27 novembre  | Buck Leonard               | chanteur américain                                                                 | 90  |        |
| 27 novembre  | Abdelkarim Guennoun        | chanteur marocain                                                                  | ?   |        |
| 27 novembre  | Noëlla Comeau              | pionnière du militantisme lesbien québécoise                                       | ?   |        |
| 28 novembre  | Paul Willems               | homme de lettres belge                                                             | ?   |        |
| 28 novembre  | Georges Marchal            | acteur français                                                                    | 77  |        |
| 28 novembre  | Thomas Evenson             | athlète britannique                                                                | ?   |        |
| 28 novembre  | Flora Carey                | pianiste canadienne                                                                | ?   |        |
| 28 novembre  | Mounir Bachir              | oudiste irakien                                                                    | ?   |        |
| 28 novembre  | Corneliu Baba              | peintre roumain                                                                    | ?   |        |
| 29 novembre  | Coleman Alexander Young    | ancien maire de la ville de Détroit                                                | 79  |        |
| 29 novembre  | Claude Thiebaut            | documentariste français                                                            | 58  |        |
| 29 novembre  | Heikki Savolainen          | gymnaste finlandais                                                                | 90  |        |
| 29 novembre  | Gérard Savatier            | aumônier et organiste française                                                    | ?   |        |
| 29 novembre  | Jean-Pierre Monnier        | romancier suisse                                                                   | ?   |        |
| 29 novembre  | Louis Gluck                | pédiatre américain                                                                 | 73  |        |
| 29 novembre  | Alice Buttner              | parasitologue française                                                            | ?   |        |
| 30 novembre  | Bozena Snrkova             | gymnaste tchèque                                                                   | ?   |        |
| 30 novembre  | Shamo Quaye                | footballeur ghanéen                                                                | 26  |        |
| 30 novembre  | Françoise Prévost          | actrice française                                                                  | 67  |        |
| 30 novembre  | Samuel Edimo               | footballeur camerounais                                                            | 62  |        |
| 30 novembre  | Piero Farani               | costumier italien                                                                  | 75  |        |
| 30 novembre  | Robert Hauvespre           | footballeur français                                                               | 73  |        |